# .ge
.ge — в Інтернеті, національний домен верхнього рівня (ccTLD) для Грузії.

## Домени 2-го та 3-го рівнів
В цьому національному домені нараховується близько 2,530,000 вебсторінок (станом на січень 2007 року).
У наш час використовуються та приймають реєстрації доменів 3-го рівня такі доменні суфікси (відповідно, існують такі домени 2-го рівня):
| Суфікс   | Регламентовані користувачі                                            |
| .com.ge  | Комерційні установи, корпорації                                       |
| .edu.ge  | Наукові та дослідницькі установи, коледжі, університети або інститути |
| .gov.ge  | Державні та урядові установи                                          |
| .info.ge | Вебмайданчики інформаційного змісту                                   |
| .net.ge  | Провайдери, організації, пов'язані з мережами                         |
| .org.ge  | Неприбуткові, неурядові організації                                   |
| .web.ge  | Вебмайданчики                                                         |